# 储油罐

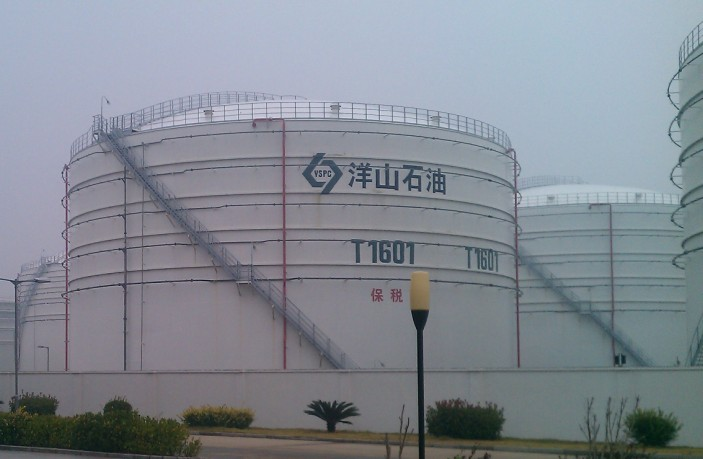
浮顶式储油罐是一种常用的储罐

储油罐，简称油罐或者储罐，是用于储存油品的且具有较规则形体的大型容器，按建造材料的不同可以分为金属油罐和非金属油罐。金属油罐大多数是钢制油罐，是目前油库中常用的一类；非金属油罐又称“土油罐”，由于安全隐患较差，1990年代后已经逐步淘汰。

## 分类
储油罐主要有两种分类方法，一是按建筑特点可分为：地上油罐、地下油罐、半地下油罐和山洞油罐，其中地上油罐是最主要的一种类型，具有投资少、施工快以及管理维修方便的优点，但同时也存在油品蒸发损耗较大，和危险系数相对较高的不足；二是按照建造的材料可分为金属油罐和非金属油罐，其中金属油罐特别是钢制油罐使用较为普遍，其具有成本低、不渗漏、施工方便以及清洗和检修方便的优点，但也有容易遭腐蚀的不足。

## 组成结构
以最为常用的钢结构立式圆柱形油罐为例，储油罐主要有有油罐基础、底板、壁板、顶板和油罐附件组成。

### 油罐基础
油罐基础是油罐壳体本身和所储存油料重量的承载物，并将其传递给土壤，一般的铺设次序从下往上是素土层、灰土层、砂垫层和沥青防腐层。基础部分要求的承压能力不小于每平方米10吨的重量，若下层有地下水则最少需要相隔30厘米以上。基础的土层合理排布使得基础有一定弹性，可以应付油罐储油后发生的基础沉降，在土质较松软的地区建造时，基础外围可以做钢筋混凝土圈梁，以防基础下沉时罐底四周的砂垫层被挤出。

### 底板
底板本身并不受力，储罐和所处物料的压力，是通过底板直接作用于油罐基础上的，但由于底板下层和基础接触，容易受到沉积的物料和基础土壤内水分的侵蚀，因此即使不受力也采用4—6毫米厚钢板，容积在5万立方米以上的则用8毫米厚的钢板。在储罐的周边应力情况比较复杂所以采用加厚，一般加厚2—4毫米。

### 罐壁
罐壁是储罐的主要受力部件，液体的液位越高，底层的压强越大（p=ρgh），所以罐壁钢板的厚度是下厚上薄，一般规格上所指的钢板厚度为上端最薄处的厚度，依据储罐大小从4毫米到32毫米不等，储罐壁的钢板采用焊接连接成为一个整体，上下层之间的排列方式有交互式、套筒式、对接式和混合式。交互式采用铆钉连接由于不方便施工，现在以及很少使用。套筒式是把上面圈板伸入到下面，圈板的环向焊缝采用搭接，罐圈直径越往上越小。套筒式的施工方便且焊接质量较好所以现在最为常用。对接式施工要求高，上下层的大小一致，主要用于浮顶式储油罐。混合式顾名思义就是把几种连接方式联合采用的方法，现在已经不再采用。

### 罐顶
储罐的顶盖为拱顶的储罐被称为“拱顶罐”，拱顶是一种固定的顶盖，拱顶被要求能承受较大的内压力（从2kPa到10kPa不等），钢板的厚度一般为4—6毫米。拱顶的优点是成本小施工简单，但蒸发损耗较大。另一种顶盖是“浮顶”，即顶盖随着液面的升降而升降，此种顶盖可以大幅降低储存过程中的油品蒸发损耗，但施工技术性强，成本较大。

### 附件
为了保证储罐的安全使用，储罐上还安装有以下一些附件，人孔：人孔是储罐底板上方的一个开孔，用于进行安装维修和清洗时的人员进出；透光孔：安装于罐顶用于清扫时采光和通风；量油孔：罐顶处用于计量的装置；保险活门，进出油的安全防护装置；呼吸阀，用于油品因昼夜温差产生的呼吸作用而保护油罐的安全装置；梯子和栏杆，工作人员上下油罐的装置等等。